# Heinrich Droste zu Vischering
Heinrich Droste zu Vischering (* nach 1540; † 17. Juli 1620 in Münster) war Domkapitular und Domscholaster im Domkapitel Münster.

## Leben

### Herkunft und Familie
Heinrich (auch Heidenreich genannt) entstammte als Sohn der Eheleute Heidenreich Droste zu Vischering (* 1508, † 1588) und Jaspara zu Hoberg und Kaldenhof einem der ältesten und bekanntesten westfälischen Adelsgeschlechter. Als Anhänger des Bischofs Ernst von Bayern verteidigte er den katholischen Glauben. Aus der Familie Vischering sind nicht nur zahlreiche  katholische  Würdenträger, sondern von 1549 bis 1803 auch die Amtsdrosten in den Ämtern Ahaus und Horstmar hervorgegangen.

### Werdegang
Heidenreich besuchte die Universität in Paris, wo er sich am 25. April 1564 beim Rektor zur Eidesleistung meldete und sein Studium – mit kurzzeitiger Unterbrechung – im August 1567 beendete. Ein Jahr später wurde er zum Nachfolger Konrads von Westerholt als Domscholaster gewählt. Die Bestätigung kam im folgenden Jahr nach dessen Verzicht.
Am 29. Mai 1589 bat er um Entlassung aus der Dignität, weil er die Option auf das Archidiakonat Billerbeck wahrnehmen wollte. Auf Bitten des Kapitels blieb er jedoch im Amt und übernahm auf dessen Drängen das Amt des Seniors. Wegen seiner Mitgliedschaft in der Statthalterei und als Prälat des Kapitels bat er am 13. November 1598 um Befreiung von den Pflichten des Seniors. Diese Bitte wurde nicht erfüllt, dagegen gestattete das Kapitel am 19. Juli 1615 die Beisetzung seiner Schwester (Witwe Schedelich zum Osthof) im münsterischen Dom. In seinem Testament vom 27. Juni 1619 hatte er seinen Bruder Heidenreich d. Ä. als Haupterben mit der Bedingung eingesetzt, dass der von ihm angekaufte Anteil in der Davert bei Ottmarsbocholt solange bei der Familie bleibt, wie sein Besitzer der römisch-katholischen Religion angehört, ansonsten es dem Domkapitel zufällt.